# Philautus erythrophthalmus
Philautus erythrophthalmus är en groddjursart som beskrevs av Robert Stuebing och Wong 2000. Philautus erythrophthalmus ingår i släktet Philautus och familjen trädgrodor. IUCN kategoriserar arten globalt som sårbar. Inga underarter finns listade i Catalogue of Life.